# Walk (baseboll)

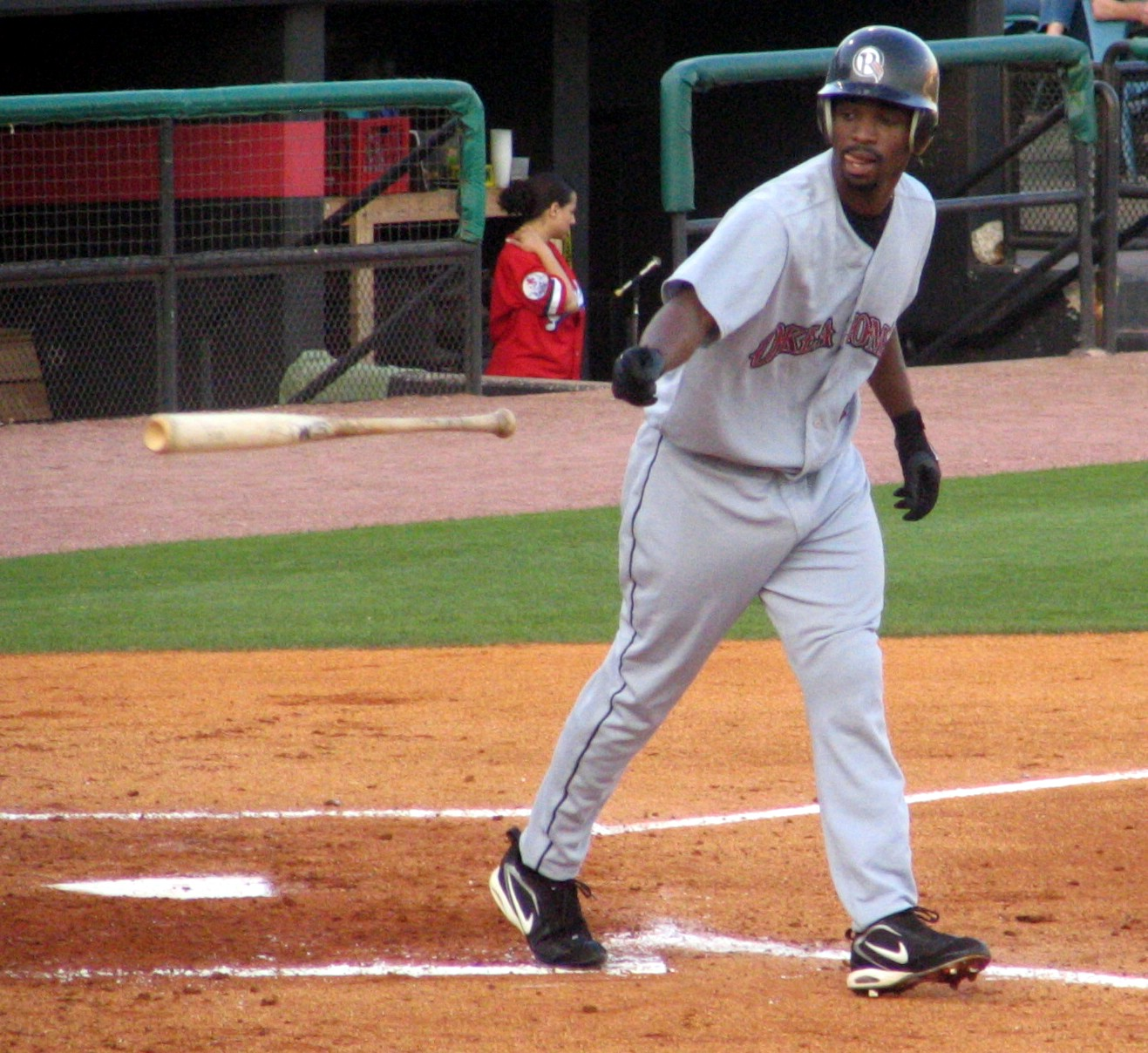
En slagman på väg till första bas efter en walk.

Walk (även kallat base on balls, förkortat BB) är en statistisk kategori i baseboll.
En walk uppstår när en pitcher fyra gånger kastar bollen utanför strikezonen, vilket är en tänkt rymd i luften ovanför hemplattan (engelska: home plate), utan att slagmannen svingar slagträt. Sådana kast kallas bollar (engelska: balls). En walk innebär att slagmannen får avancera till första bas utan att ha satt bollen i spel. Om pitchern i stället lyckas kasta tre strikes förbi slagmannen leder det till en strikeout och slagmannen är bränd (utom i vissa undantagsfall). En strike är ett kast som går igenom strikezonen. Det blir även en strike om slagmannen svingar slagträt, oberoende av om kastet är innanför eller utanför strikezonen, och om slagmannen träffar bollen men den går foul (utanför planens ytterlinjer). Ett foulslag kan dock inte vara strike tre; slår slagmannen ett foulslag när han redan har två strikes räknas inte slaget utan slagmannen står kvar på två strikes.
Om slagmannen får en walk och det redan finns en löpare på första bas får löparen avancera till andra bas. Står det redan en löpare även där får den löparen avancera till tredje bas. Står det redan en löpare även där får den löparen avancera till hemplattan och göra poäng; i så fall kallas det en bases loaded walk.
En walk räknas inte som en hit och ger inte slagmannen en at bat, däremot en plate appearance. Detta innebär att en walk inte påverkar slagmannens slaggenomsnitt men höjer hans on-base percentage.
Walks protokollförs även för pitchers, men för dem är det bäst att tillåta så få som möjligt.

## Avsiktlig walk

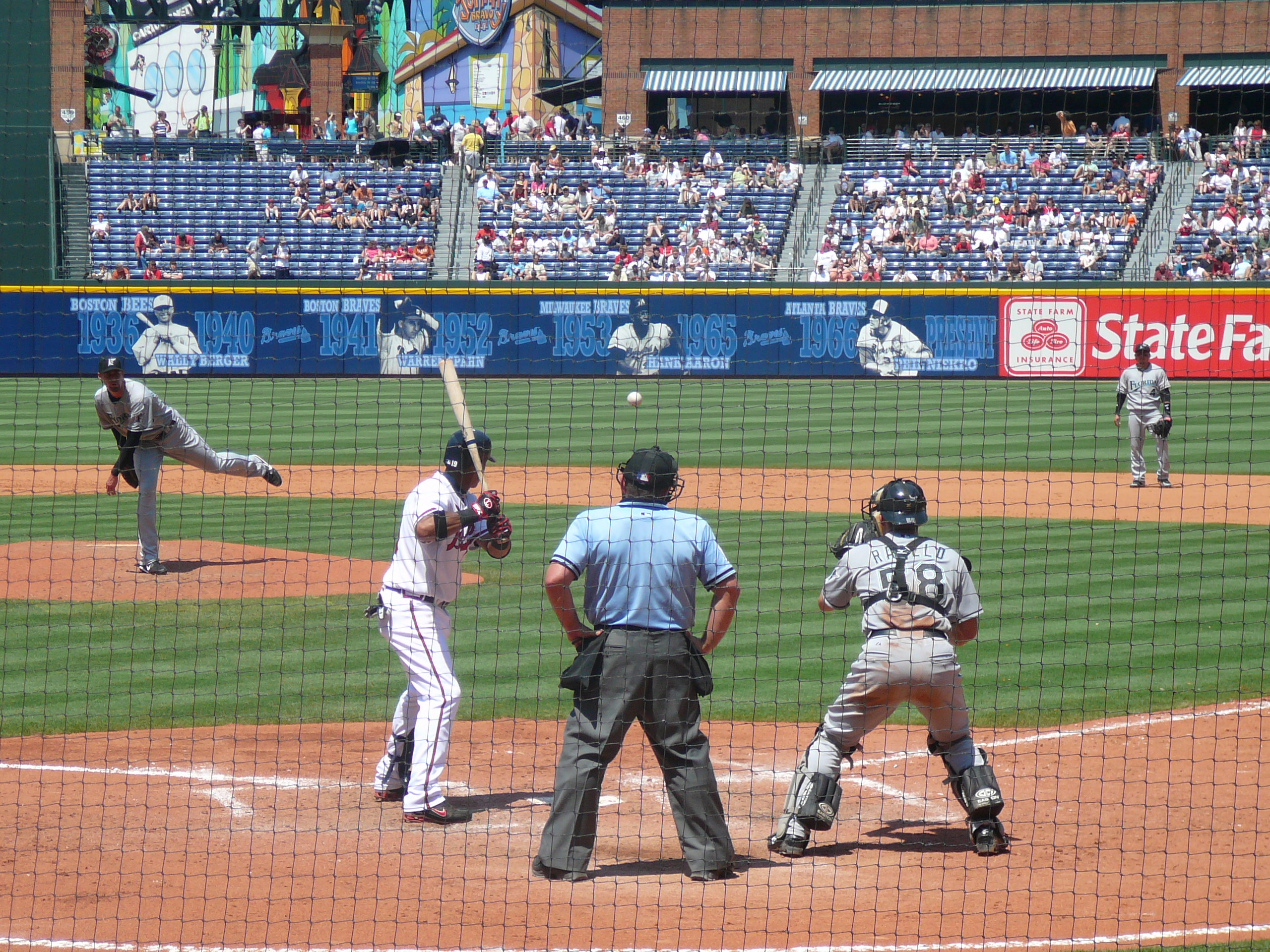
En slagman får en avsiktlig walk.

Ibland väljer pitcherns tränare att instruera sin pitcher och catcher att medvetet ge slagmannen en walk, en så kallad avsiktlig walk (engelska: intentional walk eller intentional base on balls, förkortat IBB). Detta kan man göra mot motståndarnas bästa slagmän när det finns löpare ute på bas, för att inte riskera att slagmannen ska slå en homerun, en sacrifice fly eller annat slag som leder till poäng. Det vanligaste är att det inte finns någon löpare vid första bas, vilken ju annars automatiskt skulle få avancera till andra bas. Förhoppningen med en avsiktlig walk är att man ska undvika en bra slagman och i stället bränna den nästföljande, något sämre, slagmannen, helst med en markboll som leder till två brända, en double play, eller att den nästföljande slagmannens slag leder till en force play på någon av löparna. Risken man tar med en avsiktlig walk är uppenbar. Man skänker motståndarna en löpare som potentiellt kan göra poäng om man misslyckas med att bränna den nästföljande slagmannen, vilken även får en fördel av att veta att han med all sannolikhet inte också kommer att få en walk. En annan risk, eftersom bollen inte är död under en avsiktlig walk, är att det kan bli en wild pitch eller en passed ball. Det har också förekommit att ett av de avsiktligt sneda kasten kommit så nära slagmannen att denne svingat slagträt och fått till en hit.

## Major League Baseball

### Definition
I Major League Baseball (MLB) definieras en walk i legaldefinitionerna i de officiella reglerna. Definitionen är densamma som angetts ovan förutom att en avsiktlig walk numera kan komma till stånd genom att utelagets tränare ger en signal till domaren, varefter slagmannen får avancera till första bas utan att pitchern kastat några kast alls (regeln infördes 2017 i ett försök att korta matchtiderna). I paragraf 9.14 ges några förtydliganden, bland annat att det inte är en walk utan en hit by pitch om det fjärde kastet vidrör slagmannen. I paragraf 9.04 anges att en bases loaded walk ska innebära att slagmannen får en run batted in (RBI).
Definitionen har ändrats några gånger under årens lopp. Från början fick man en walk efter nio så kallade "called balls", varmed avsågs strikes, bollar och foulslag. Detta sänktes till åtta 1880 och till sex 1884. Från och med 1887 krävdes fem bollar för en walk. Under 1887 års säsong räknades för övrigt walks som hits, men det bortser man från när man i dag räknar statistik från den säsongen, även om det har rått delade meningar i den frågan. Först 1889 infördes regeln att fyra bollar krävdes för en walk.

### Tio i topp

#### Slagmän
| Nr | Slagman              | Säsonger             | Walks |
| -- | -------------------- | -------------------- | ----- |
| 1  | Barry Bonds          | 1986–2007            | 2 558 |
| 2  | Rickey Henderson†    | 1979–2003            | 2 190 |
| 3  | Babe Ruth†           | 1914–1935            | 2 062 |
| 4  | Ted Williams†        | 1939–1942, 1946–1960 | 2 019 |
| 5  | Joe Morgan†          | 1963–1984            | 1 865 |
| 6  | Carl Yastrzemski†    | 1961–1983            | 1 845 |
| 7  | Jim Thome†           | 1991–2012            | 1 747 |
| 8  | Mickey Mantle†       | 1951–1968            | 1 733 |
| 9  | Mel Ott†             | 1926–1947            | 1 708 |
| 10 | Frank Thomas†        | 1990–2008            | 1 667 |
| Nr | Bästa aktiva slagman | Säsonger             | Walks |
| 38 | Albert Pujols*       | 2001–                | 1 331 |

| Nr | Slagman              | Säsong | Walks |
| -- | -------------------- | ------ | ----- |
| 1  | Barry Bonds          | 2004   | 232   |
| 2  | Barry Bonds          | 2002   | 198   |
| 3  | Barry Bonds          | 2001   | 177   |
| 4  | Babe Ruth†           | 1923   | 170   |
| 5  | Mark McGwire         | 1998   | 162   |
| 5  | Ted Williams†        | 1947   | 162   |
| 5  | Ted Williams†        | 1949   | 162   |
| 8  | Ted Williams†        | 1946   | 156   |
| 9  | Barry Bonds          | 1996   | 151   |
| 9  | Eddie Yost           | 1956   | 151   |
| Nr | Bästa aktiva slagman | Säsong | Walks |
| 27 | Joey Votto*          | 2015   | 143   |

* Aktiva spelare i MLB i fet stil

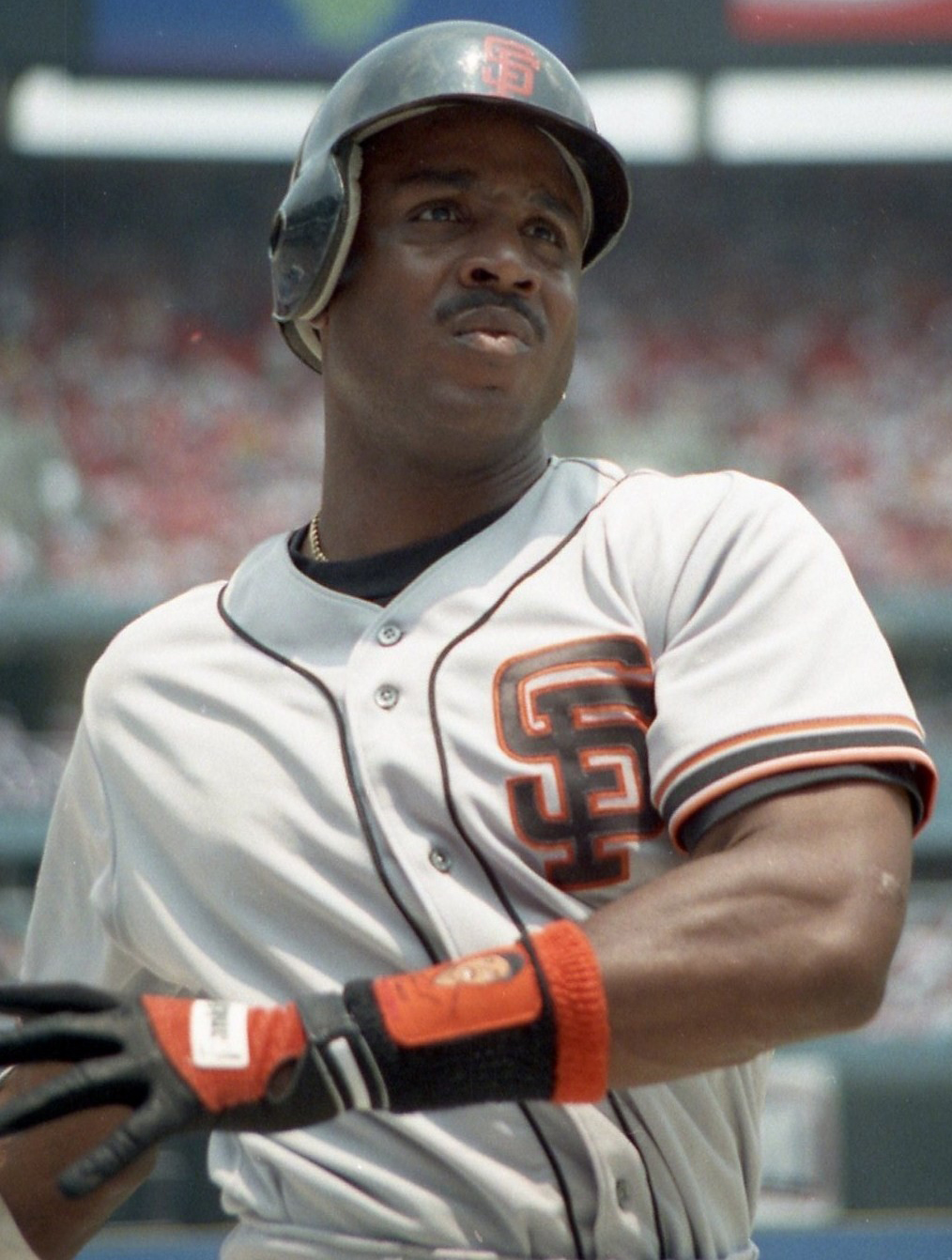
Barry Bonds har flest walks under karriären.

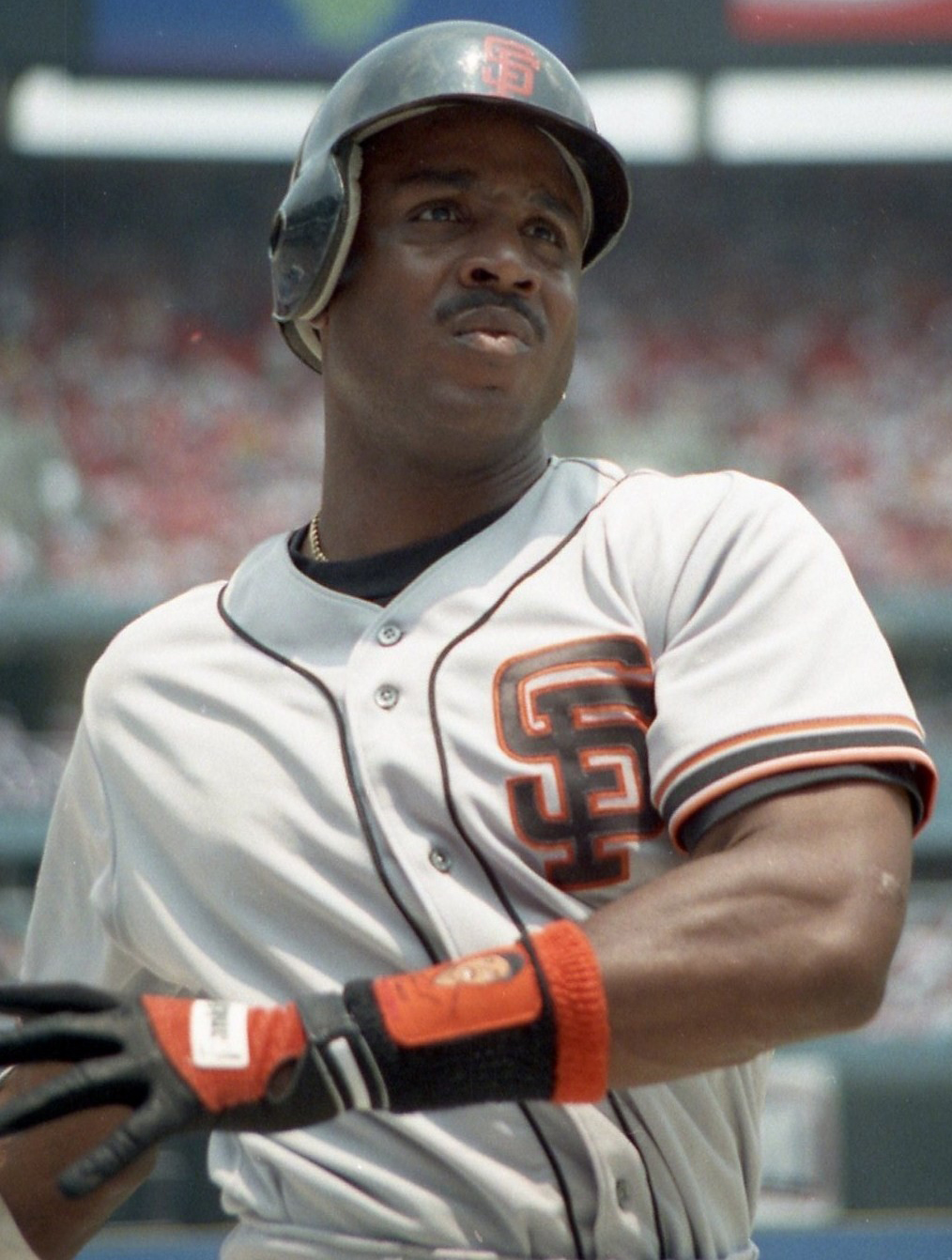
Barry Bonds har flest avsiktliga walks under karriären.

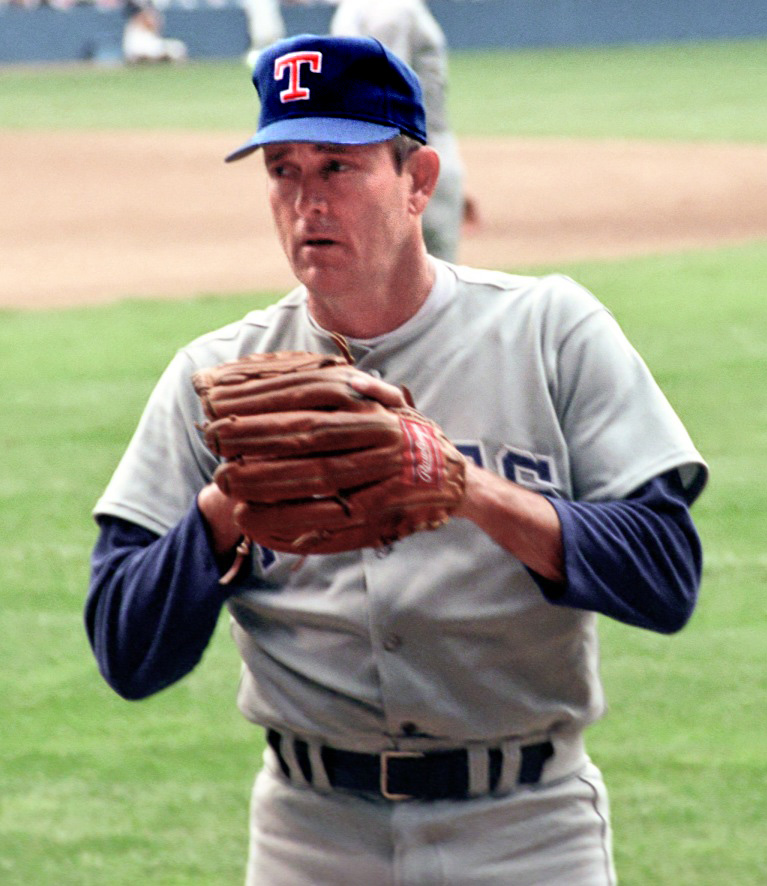
Nolan Ryan har flest walks under karriären.

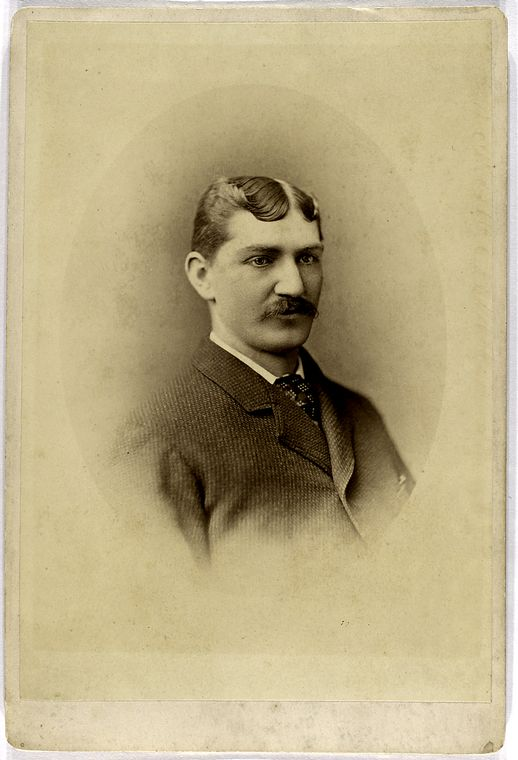
Tommy Bond har lägst antal walks per 9 innings pitched under karriären.

† Spelare invalda i National Baseball Hall of Fame
| Nr | Slagman            | Säsonger  | Avs. walks |
| -- | ------------------ | --------- | ---------- |
| 1  | Barry Bonds        | 1986–2007 | 688        |
| 2  | Albert Pujols*     | 2001–     | 312        |
| 3  | Hank Aaron†        | 1954–1976 | 293        |
| 4  | Willie McCovey†    | 1959–1980 | 260        |
| 5  | Vladimir Guerrero† | 1996–2011 | 250        |
| 6  | Ken Griffey Jr.†   | 1989–2010 | 246        |
| 7  | Miguel Cabrera*    | 2003–     | 235        |
| 8  | George Brett†      | 1973–1993 | 229        |
| 9  | Willie Stargell†   | 1962–1982 | 227        |
| 10 | Eddie Murray†      | 1977–1997 | 222        |

| Nr | Slagman         | Säsong | Avs. walks |
| -- | --------------- | ------ | ---------- |
| 1  | Barry Bonds     | 2004   | 120        |
| 2  | Barry Bonds     | 2002   | 68         |
| 3  | Barry Bonds     | 2003   | 61         |
| 4  | Willie McCovey† | 1969   | 45         |
| 5  | Albert Pujols*  | 2009   | 44         |
| 6  | Barry Bonds     | 1993   | 43         |
| 6  | Barry Bonds     | 2007   | 43         |
| 8  | Willie McCovey† | 1970   | 40         |
| 9  | Barry Bonds     | 2006   | 38         |
| 9  | Albert Pujols*  | 2010   | 38         |

* Aktiva spelare i MLB i fet stil
† Spelare invalda i National Baseball Hall of Fame

#### Pitchers
| Nr  | Pitcher                | Säsonger                              | Walks |
| --- | ---------------------- | ------------------------------------- | ----- |
| 1   | Nolan Ryan†            | 1966, 1968–1993                       | 2 795 |
| 2   | Steve Carlton†         | 1965–1988                             | 1 833 |
| 3   | Phil Niekro†           | 1964–1987                             | 1 809 |
| 4   | Early Wynn†            | 1939, 1941–1944, 1946–1963            | 1 775 |
| 5   | Bob Feller†            | 1936–1941, 1945–1956                  | 1 764 |
| 6   | Bobo Newsom            | 1929–1930, 1932, 1934–1948, 1952–1953 | 1 732 |
| 7   | Amos Rusie†            | 1889–1895, 1897–1898, 1901            | 1 707 |
| 8   | Charlie Hough          | 1970–1994                             | 1 665 |
| 9   | Roger Clemens          | 1984–2007                             | 1 580 |
| 10  | Gus Weyhing            | 1887–1896, 1898–1901                  | 1 566 |
| Nr  | "Bästa" aktiva pitcher | Säsonger                              | Walks |
| 202 | Justin Verlander*      | 2005–                                 | 851   |

| Nr   | Pitcher                | Säsong | Walks |
| ---- | ---------------------- | ------ | ----- |
| 1    | Amos Rusie†            | 1890   | 289   |
| 2    | Mark Baldwin           | 1889   | 274   |
| 3    | Amos Rusie†            | 1892   | 270   |
| 4    | Amos Rusie†            | 1891   | 262   |
| 5    | Mark Baldwin           | 1890   | 249   |
| 6    | Jack Stivetts          | 1891   | 232   |
| 7    | Mark Baldwin           | 1891   | 227   |
| 8    | Phil Knell             | 1891   | 226   |
| 9    | Bob Barr               | 1890   | 219   |
| 10   | Amos Rusie†            | 1893   | 218   |
| Nr   | "Bästa" aktiva pitcher | Säsong | Walks |
| >500 | Óliver Pérez*          | 2008   | 105   |
| >500 | Edinson Vólquez*       | 2012   | 105   |

* Aktiva spelare i MLB i fet stil
† Spelare invalda i National Baseball Hall of Fame
| Nr | Pitcher               | Säsonger                        | BB/9 IP |
| -- | --------------------- | ------------------------------- | ------- |
| 1  | Tommy Bond            | 1876–1882, 1884                 | 0,58    |
| 2  | George Bradley        | 1876–1877, 1879–1884            | 0,67    |
| 3  | John Montgomery Ward† | 1878–1884                       | 0,92    |
| 4  | Jim Whitney           | 1881–1890                       | 1,06    |
| 5  | Bobby Mathews         | 1876–1877, 1879, 1881–1887      | 1,11    |
| 6  | Pud Galvin†           | 1879–1892                       | 1,13    |
| 7  | Deacon Phillippe      | 1899–1911                       | 1,25    |
| 8  | Will White            | 1877–1886                       | 1,26    |
| 9  | Babe Adams            | 1906–1907, 1909–1916, 1918–1926 | 1,29    |
| 10 | Addie Joss†           | 1902–1910                       | 1,41    |
| Nr | Bästa aktiva pitcher  | Säsonger                        | BB/9 IP |
| 65 | Zack Greinke*         | 2004–                           | 2,07    |

| Nr | Pitcher              | Säsong | BB/9 IP |
| -- | -------------------- | ------ | ------- |
| 1  | George Zettlein      | 1876   | 0,23    |
| 2  | Cherokee Fisher      | 1876   | 0,24    |
| 3  | George Bradley       | 1880   | 0,28    |
| 4  | Tommy Bond           | 1876   | 0,29    |
| 5  | Tommy Bond           | 1879   | 0,39    |
| 6  | Bobby Mathews        | 1876   | 0,42    |
| 7  | Carlos Silva         | 2005   | 0,43    |
| 8  | Guy Hecker           | 1882   | 0,43    |
| 9  | Dale Williams        | 1876   | 0,43    |
| 10 | Al Spalding†         | 1876   | 0,44    |
| Nr | Bästa aktiva pitcher | Säsong | BB/9 IP |
| 84 | Kyle Hendricks*      | 2020   | 0,89    |

* Aktiva spelare i MLB i fet stil
† Spelare invalda i National Baseball Hall of Fame

### Övriga rekord
Rekordet för flest walks av en slagman under en match som inte gått till förlängning är sex, satt av Walt Wilmot den 22 augusti 1891 och tangerat av Jimmie Foxx den 16 juni 1938. Rekordet för flest säsonger med minst 100 walks av en slagman är 14, satt av Barry Bonds. Flest walks i rad av en slagman, sju stycken, har flera spelare haft: Billy Rogell 1938, Mel Ott 1943, Eddie Stanky 1950, Jose Canseco 1992 och Barry Bonds 2004. Rookie-rekordet för flest walks av en slagman under en säsong är 127, satt av Aaron Judge 2017.
När det gäller avsiktliga walks är rekordet under en match som inte gått till förlängning fyra, satt av Barry Bonds den 1 maj 2004 och den 22 september samma år. Rookie-rekordet för flest avsiktliga walks under en säsong är 16, satt av Alvin Davis 1984.
Rekordet för flest walks av en pitcher under en match som inte gått till förlängning är 16, satt av Bill George den 30 maj 1887 och tangerat av George Van Haltren den 27 juni samma år och Bruno Haas den 23 juni 1915. När det gäller en enda inning är rekordet åtta walks, satt av Dolly Gray den 28 augusti 1909. Den pitcher som lyckats pitcha flest inningar i rad utan en enda walk är Bill Fischer, som under 1962 års säsong kom upp i 84,1 innings pitched i rad utan en walk.
Den slagman som flest säsonger haft flest walks i sin liga är Barry Bonds, som ledde National League tolv olika säsonger. Bonds är även bäst avseende avsiktliga walks, där han också ledde National League tolv olika säsonger. För pitchers är det Cy Young som har lett sin liga flest säsonger i kategorin lägst antal walks per 9 innings pitched med 14. Nolan Ryan har den tvivelaktiga äran av att ha lett sin liga flest säsonger, åtta, i antal walks.
När det gäller MLB:s slutspel är de slagmän som har flest walks under karriären Chipper Jones och Manny Ramírez, som båda har 72. Ser man enbart till World Series är rekordet för flest walks av en slagman under karriären 43, satt av Mickey Mantle. Mark Buehrle har rekordet i slutspel avseende lägst antal walks per 9 innings pitched under karriären med 0,29 (minimum: 30 innings pitched) och i World Series är det Schoolboy Rowe som har rekordet med 0,39 (minimum: 20 innings pitched).